# Střelnice Suhl
Střelnice Suhl (německy Schießsportzentrum Suhl-Friedberg) je areál sportovní střelnice na předměstí města Suhl v německé spolkové zemi Durynsko. V areálu se nachází krytá střelnice pro vzduchové zbraně na 10 metrů, otevřená střelnice na 25, 50 a 300 metrů, střelnice na běžící terč, broková a lukostřelecká střelnice.
Celý areál byl slavnostně otevřen po tříleté výstavbě v srpnu 1971 ku příležitosti konání mistrovství Evropy. Od té doby areál pravidelně hostí světové poháry, mistrovství světa i Evropy. V roce 2001 byl technický stav brokové střelnice tristní, a proto byla v následujících letech celkově zmodernizována.